# Libera subcavernula
Libera subcavernula foi uma espécie de gastrópodes da família Charopidae.
Foi endémica das Ilhas Cook.